# Coteau des Prairies

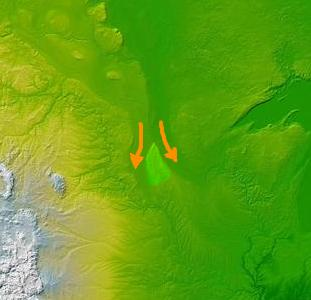
La Coteau des Praterie: le frecce in arancio indicano i percorsi delle due lingue del ghiacciaio nei pressi dei due lati della formazione.

La Coteau des Prairies è un vasto altopiano che si estende su 320 km di lunghezza per 160 km di larghezza e che si innalza dalla prateria circostante tra la parte orientale del Dakota del Sud e il sud-ovest di Minnesota e Iowa, negli Stati Uniti d'America medio-occidentali.
La Coteau des Prairies venne così nominata dai primi esploratori francese e canadesi al tempo della Nuova Francia.
L'altopiano è composto da spessi depositi morenici, resti di vari periodi glaciali, che raggiungono in alcuni punti lo spessore di circa 275 metri. Vi è una piccola cresta di rocce scistose risalenti all'epoca del Cretaceo.
L'altopiano è coperto da una moltitudine di piccoli laghi glaciali. I principali fiumi che ne raccolgono le acque sono il Big Sioux e il ramo di sinistra del Vermillion, nel Dakota del Sud, e il Cottonwood in Minnesota.